# 戟

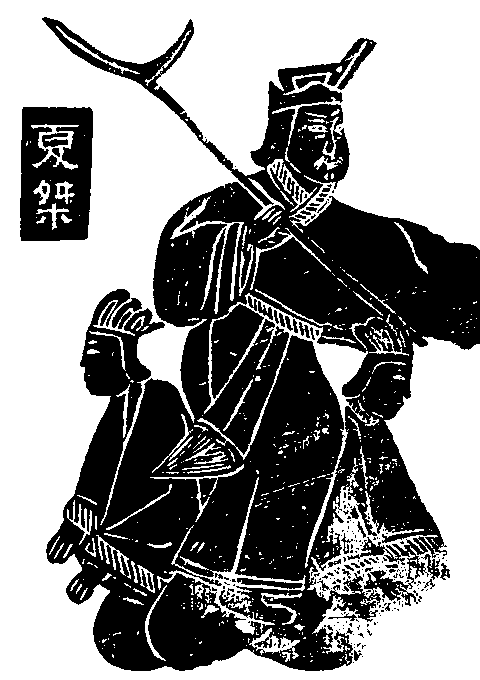
手持戟、把女仆当椅凳坐的桀
（山东嘉祥武梁祠拓片，汉刻）

戟是一種結合戈與矛的長柄武器。其中矛頭的部分稱作刺，戈的部分稱作援，裝於木柄或竹柄上。戟有鉤、剢、劃、刳、刺（扎入）、剌（割劃開）六功能，用途廣泛可供戰車、步兵、騎兵使用。其中雙手使用的為長戟，單手使用的叫手戟。

## 歷史
最早出現在中國的商代，商代遺址有發現刺援分鑄的戟。
周朝初年（约西元前1120年）的木槨墓，曾出土了九支戟。
西周時期曾有刺援連在一起合鑄的戟，以青銅製成，但不久後就被淘汰。
東周時期的銅戟是採用刺援分鑄，戟在實戰應用上與戈、矛並重。春秋時期出現了車戟的概念。春秋晚期，步兵與騎兵亦使用戟。春秋時期的戟刺較長，援平直。戰國時期的銅戟刺變得短小，援變成弧曲形，此時的戟又稱雞鳴戟，戰國時有些戟在援的下方與後方出現了倒鉤，亦有二果戟（裝有兩個援的戟）、三果戟（裝有三個援的戟）的出現。戰國晚期開始出現鐵製的戟，且刺援合鑄，成T字形。
西漢的戟主要是鋼鐵製，銅戟已經少見，戟是西漢最主要的長柄武器，隨著車戰的衰微與騎兵的興起，T字形戟逐漸淘汰了其他類型的戟。亦被使用為儀仗工具。
戟在漢朝、兩晉時期仍作為重要的武器。南北朝以後因重裝騎兵的興起與槍、槊的大量使用，戟只在步兵裝備中有少量保留。
隋唐五代時期，戟已經不是實戰兵器，轉為儀仗禮兵的器物。
宋代出現一種叫作方天戟的武器，雖然名稱中也有戟，但是形制和商代出現的戟有決定性的差別。方天戟可視為由槍發展出來的武器，槍尖兩邊都有彎月形刀刃。只有一邊有有彎月形刀刃的稱為青龍戟或戟刀。而戟刀在《武經總要》中被歸類在刀八色內，所以雖名為戟，但按古譜分類其實是雙手使用的長柄刀。

## 藝術創作

### 小說中的戟
由於後世諸小說的影響，使得許多在較後世才出現的武器如錘、方天畫戟、流星錘、眉尖刀、偃月刀、蛇矛、大斧、火器等常被讀者誤認三國時期即有。因此可以推測在小說中魏晉時期使用上述武器的武人，如呂布、王雙、關羽、張遼、張飛、魏延、周瑜、呂蒙、陸遜、黃忠、姜維、夏侯惇、徐晃、黃蓋、韓當、馬超、馬岱、司馬昭等，實際上應是使用如戟或類似的長柄武器，而非如小說家所寫的較新式的武器。

### 遊戲創作
- 《真·三國無雙系列》：張遼（5代的雙戟）、徐晃（5-6代）、曹仁（5代）、龐德（4代的雙戟）、李典（7代的車旋戟）、呂蒙、凌統（5代）、韓當（7-8代的短戟）、關羽（6代，外觀為偃月刀）、關平（5代）、黃月英（8代）、呂布（1-4代、6-8代的方天戟；5代的十字戟）、呂玲綺（7-8代dlc及帝王的十字戟）

## 註解
1. ↑  「戟」，拼音：，注音：，音同「己」

## 延伸阅读
[在维基数据编辑]
 《欽定古今圖書集成·經濟彙編·戎政典·棨戟部》，出自陈梦雷《古今圖書集成》

## 另見
- 方天畫戟
- 青龍戟
- 鈎鎌戟
- 雙戟